# Samenzwering der Edelen
De Samenzwering der Edelen (Frans: Conspiration des nobles) was een complot in 1632 om de Spaanse Nederlanden te verdelen tussen de Nederlandse Republiek en het Koninkrijk Frankrijk. De Zuid-Nederlandse aristocraten achter de samenzwering waren gefrustreerd omdat Olivares, de eerste minister van koning Filips IV van Spanje, hen niet liet deelnemen aan het landsbestuur. Onder de samenzweerders waren de graven Hendrik van den Bergh en René van Renesse, de enige twee die overgingen tot daden. 
Parallel aan de Samenzwering der Edelen werd overigens een ander complot gesmeed dat de Zuidelijke Nederlanden wilde verzelfstandigen tot een katholieke statenbond onder Franse suzereiniteit met aan het hoofd hertog Filips Karel van Arenberg. De aanzet voor dit plan waren gesprekken geweest tussen François de Carondelet en kardinaal Richelieu.
Het plan maakte de Veldtocht langs de Maas mee mogelijk, maar faalde in zijn doelstellingen. Niettemin had het bestaan van de samenzwering een grote impact op de latere politieke ontwikkelingen en het overlopen van Hendrik van den Bergh was een zware klap voor de militaire leiding van het Leger van Vlaanderen en het prestige van de Spaans-Habsburgse dynastie. Pas in 1634 begon de Spaanse regering een beeld te krijgen van de omvang van het complot, door onthullingen van Balthazar Gerbier, de gezant van Karel I van Engeland in Brussel. 
Op basis van de aanklachten van Gerbier bracht Albert de Ligne, prins van Barbançon, acht jaar in de gevangenis door zonder te worden berecht (1634–1642). De hertog van Aarschot, die de samenzweerders hun plan had afgeraden, bracht zijn laatste jaren onder huisarrest door in Madrid omdat hij het complot niet had aangegeven. 

## Voetnoten
1. ↑  René Vermeir, In staat van oorlog. Filips IV en de Zuidelijke Nederlanden, 1629-1648, 2001, p. 63
2. ↑  Christophe Leduc, "Les Carondelet au chapitre cathédral de Cambrai: stratégie familiale et carrière bénéficiale (XVIe-XVIIIe siècles)" in: La Franche-Comté et les anciens Pays-Bas, XIIIe-XVIIIe siècles, eds. Laurence Delobette en Paul Delsalle, 2010, §§ 11-15. DOI:10.4000/books.pufc.24797